# مارینبورن
مارینبورن (به آلمانی: Marienborn) یک منطقهٔ مسکونی در آلمان است که در سومرسدورف واقع شده‌است. مارینبورن ۵۱۱ نفر جمعیت دارد.